# گاه‌شماری مینگو
تقویم مینگو (به چینی: 民國紀元) یک روش شمارش سال است که امروزه در تایوان و جزیره‌های آن که تحت کنترل جمهوری چین هستند، استفاده می‌شود.
نماد هر سال یکی از ادوات موسیقی است. این تقویم از ۱۹۱۲ میلادی تا تأسیس جمهوری خلق چین در ۱۹۴۹ در سرزمین اصلی چین استفاده می‌شد.